# 第三次大覚醒
第三次大覚醒（だいさんじだいかくせい、Third Great Awakening）は、1850年代後半から1900年代までの米国史上での宗教行動主義の期間。 敬虔なプロテスタントの教派に影響して、強い社会的な行動主義の色合いを持っていた。人類が地球全体を改革した後にキリストの再臨が来るだろうという千年紀の神学から強化された。社会福音運動、世界伝道運動といった運動はこの覚醒から力を得た。ホーリネス運動、ナザレン運動など新しい教派が形成された。

## 概観

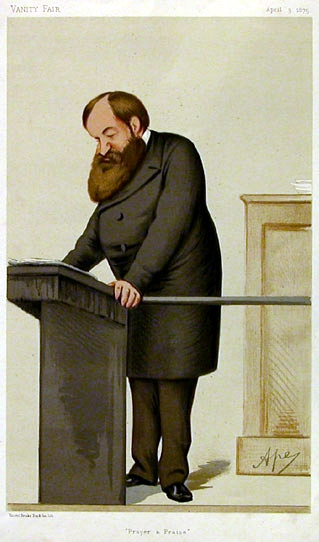
説教するムーディーを描いたカリカチュア

1858年、多くの都市で覚醒運動は南北戦争によって中断された。その一方で南部においては、南北戦争は特にロバート・E・リー将軍の軍隊で信仰復興を刺激した。戦争の後、 ドワイト・ライマン・ムーディーは、ムーディー聖書学院を設立することによって、信仰復興運動をシカゴの彼の活動の最大の強調点とした。 イラ・サンキの賛美歌は特に有力であった。
金ぴか時代の金権政治は、社会的福音運動の伝道者と革新主義時代の改革派から厳しい攻撃を受けた。歴史家のロバート・フォーゲルは、彼らの多くの改革には、児童労働にかかわる戦い、強制的な初等教育、工場での搾取からの女性の保護が含まれているとしている。加えて、アルコールの禁止のための撲滅運動があった。主要な敬けんなプロテスタントの宗派はすべて、アメリカ国内と世界中で増加している伝道の活動を後援した。宗派に関連した大学は、カリキュラムの数、サイズ、品質ともに急速に拡大した。特定宗派の若者の集団のエプワース・リーグ （メソジスト）とウォルサー・リーグ （ルター派）と同様に、YMCAは多くの都市で重要な位置を占めた。
1880年、救世軍の教派はアメリカに到着した。その神学は第二次大覚醒の間に言い表された理想に基づいていたが、貧困への焦点は第三次大覚醒のものであった。

## 新しい宗派
メリー・ベーカー・エディはクリスチャン・サイエンスを導入し、国の援助を獲得したが、一般に通常の古代信条を認めるキリスト教会においては、異端とされている。
また、チャールズ・テイズ・ラッセルは、1884年にエホバの証人（ものみの塔聖書冊子協会）を創立したが、同様に通常の古代信条を認めるキリスト教会においては、一般的に異端とされている。
倫理文化ソサエティ(w:Ethical Culture)が1876年にフェリクス・アドラーによってニューヨークに設立され、修正主義のユダヤ人の顧客を惹き付けた。
ジェーン・アダムズのハルハウスが、シカゴにそのセンターを置き、隣保館運動とソーシャルワークは深く影響を与えた。